# ويليام هنري بيكيت
كان ويليام هنري بيكيت، عضو الجمعية الملكية لهواة جمع الطوابع في لندن (توفي في 7 ديسمبر 1934)، تاجر طوابع بريطانيًا وعضوًا في الجمعية الملكية لهواة جمع الطوابع في لندن. عُرف بـ"نمر الساحل" لذكائه التجاري الحاد، حيث استحوذ على معظم مقتنيات إيرل كروفورد، بالإضافة إلى مجموعة السير ويليام أفيري.

## اقرأ أيضا
- "Over £1,000 for One Stamp: Mr. Peckitt pays big money for the penny "Post Office" Mauritius", Stamp Collectors' Fortnightly, 9 July 1898, p. 191.
- "Mr. Peckitt's Thousand-pounder", Stamp Collectors' Fortnightly, 23 July 1898, p. 195.

## روابط خارجية
- "Post Office Mauritius (17), one penny, used (XVII) - Stamp - Blue Mauritius - Research Companion". helenmorgan.net. مؤرشف من الأصل في 2025-05-24. اطلع عليه بتاريخ 2019-06-07.